# École nationale supérieure de chimie de Mulhouse
Die École nationale supérieure de chimie de Mulhouse (ENSCMu) ist eine französische Ingenieurhochschule, die 1822 als eine der ältesten Schulen dieser Art in Europa gegründet wurde und 1977 ihren heutigen Status erhielt.
Es war die erste Chemieschule, die 1822 in Frankreich von Unternehmen gegründet wurde, deren Ziel es war, die Ausbildung ihrer Mitarbeiter zu fördern.
Die ENSCMu mit Sitz in Mülhausen (Mulhouse) ist eine öffentliche Hochschule. Die Schule ist Mitglied der Universität des Oberelsass (Université de Haute-Alsace).

## Berühmte Lehrer
- Friedrich Kehrmann (1864–1929), deutscher Chemiker
- Fraser Stoddart (1942–2024), britisch-US-amerikanischer Chemiker

## Berühmte Absolventen
- Katia und Maurice Krafft, französische Geowissenschaftler